# Fucked Up
I Fucked Up sono un gruppo musicale hardcore punk canadese attivo dal 2001.

## Storia del gruppo
Il gruppo, originario di Toronto, si è formato nei primi mesi del 2001. Le influenze principali del gruppo sono rappresentate da Negative Approach, 7 Seconds, Sick of It All e Poison Idea.
Il primo singolo è No Parasan (2002). 
Dopo una lunga serie di singoli ed EP, nel 2006 è uscito il primo vero album discografico.
Nel 2008 il gruppo ha firmato un contratto con la Matador Records. Grazie al loro secondo disco (The Chemistry of Common Life) hanno vinto il Polaris Music Prize nel 2009. Nel giugno 2011 hanno pubblicato il terzo album David Comes to Life, una sorta di "opera rock" acclamata dalla critica. Nell'agosto 2012 ricevono la nomination al Polaris Music Prize per la seconda volta.
Nel giugno 2014, sempre per la Matador Records, pubblicano il quarto album.

## Formazione

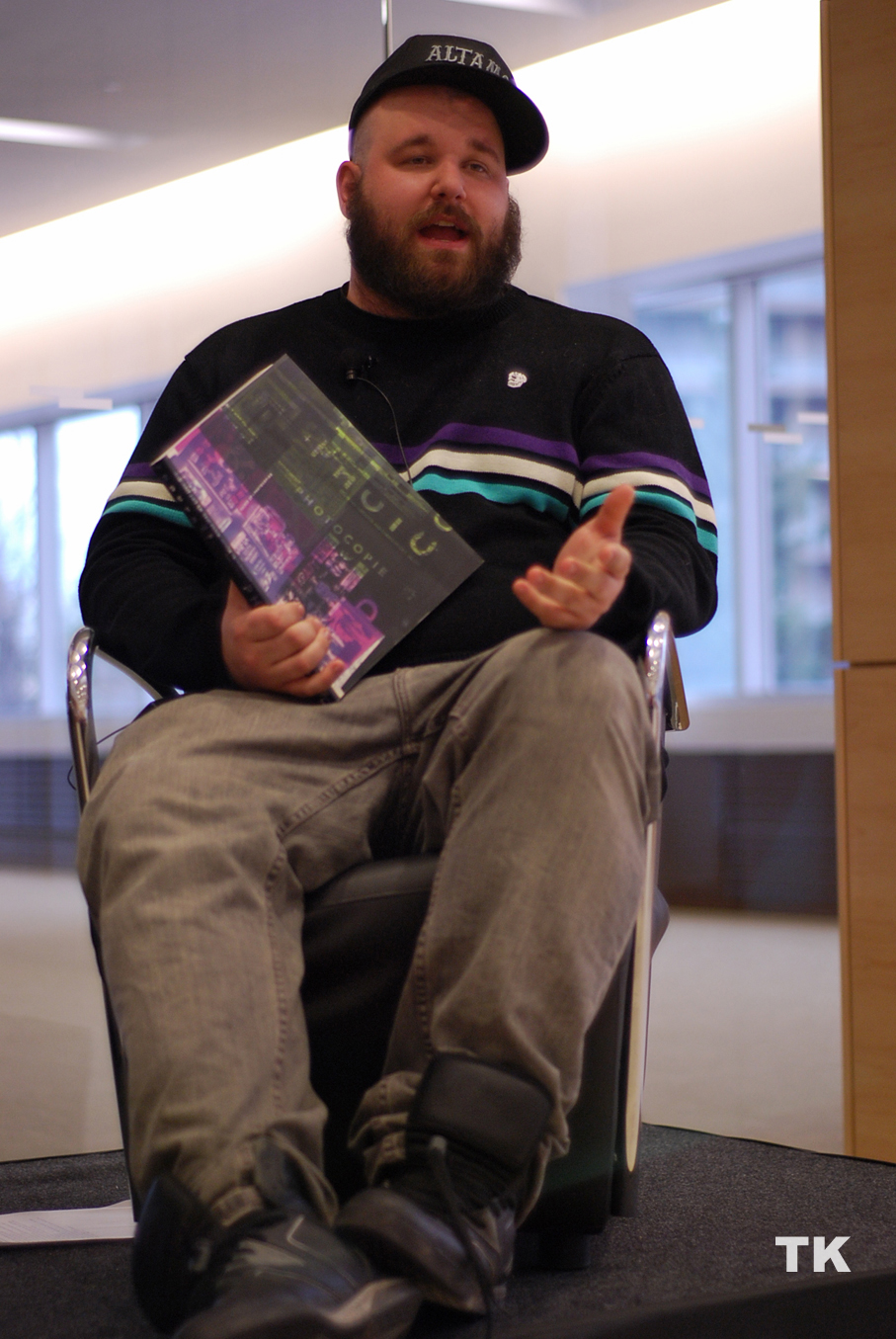
Damian Abraham nel 2010

- Father Damian/Pink Eyes (Damian Abraham) - voce
- 10,000 Marbles (Mike Haliechuk) - chitarra
- Mustard Gas (Sony Miranda) - basso
- Concentration Camp/Gulag (Josh Zucker) - chitarra
- Guinea Beat/Mr. Jo (Jonah Falco) - batteria
- Young Governor/Bad Kid/Lil' Bitey (Ben Cook) - chitarra
- David Eliade - "guida spirituale, visiva e politica"

## Discografia
Album in studio
- 2006 - Hidden World
- 2008 - The Chemistry of Common Life
- 2011 - David Comes to Life
- 2014 - Glass Boys
- 2018 - Dose Your Dreams
- 2021 - Year of the Horse
- 2024 - Another Day

Collaborazioni
- 2011 - David's Town

Raccolte
- 2004 - Epics in Minutes
- 2010 - Couple Tracks: Singles 2002-2009